# Arenigobius bifrenatus
Arenigobius bifrenatus és una espècie de peix de la família dels gòbids i de l'ordre dels perciformes.

## Hàbitat
És un peix de clima subtropical i demersal.

## Distribució geogràfica
És un endemisme del sud d'Austràlia.

## Observacions
És inofensiu per als humans.